# Love & Life
Love & Life è il sesto album in studio di Mary J. Blige uscito nel 2003. Questo lavoro è stato prodotto prevalentemente da P. Diddy, di nuovo con Blige dopo quasi 10 anni. Al suo debutto è balzato alla numero 1 della classica U.S.A. ed è stato certificato disco di platino; nonostante ciò, è l'album di minor successo della cantante e quello meno apprezzato dalla critica.

## Tracklist
1. Love & Life (Intro) (feat. Jay-Z & P. Diddy)
2. Don't Go
3. When We
4. Not Today (feat. Eve)
5. Finally Made It (Interlude)
6. Ooh! (feat. 50 Cent)
7. Let Me Be The 1 (feat. Method Man)
8. Willing & Waiting
9. Free (Interlude)
10. Friends
11. Press On
12. Feel Like Makin Love
13. It's A Wrap
14. Message In Our Music (Interlude)
15. All My Love
16. Special Part Of Me
17. Ultimate Relationship (A.M.)
18. Didn't Mean (Bonus Track)

### Singoli estratti
- Love @ 1st sight (feat. Method Man)
- Ooh!
- Not Today (feat. Eve)
- It's A Wrap